# Igbo Eze South
Igbo Eze South è una delle diciassette aree a governo locale (local government areas) in cui è suddiviso lo Stato di Enugu, nella Repubblica Federale della Nigeria. Si estende su una superficie di 158 km² e conta una popolazione di 147.328 abitanti.